# Filmografia di Gilbert M. Anderson

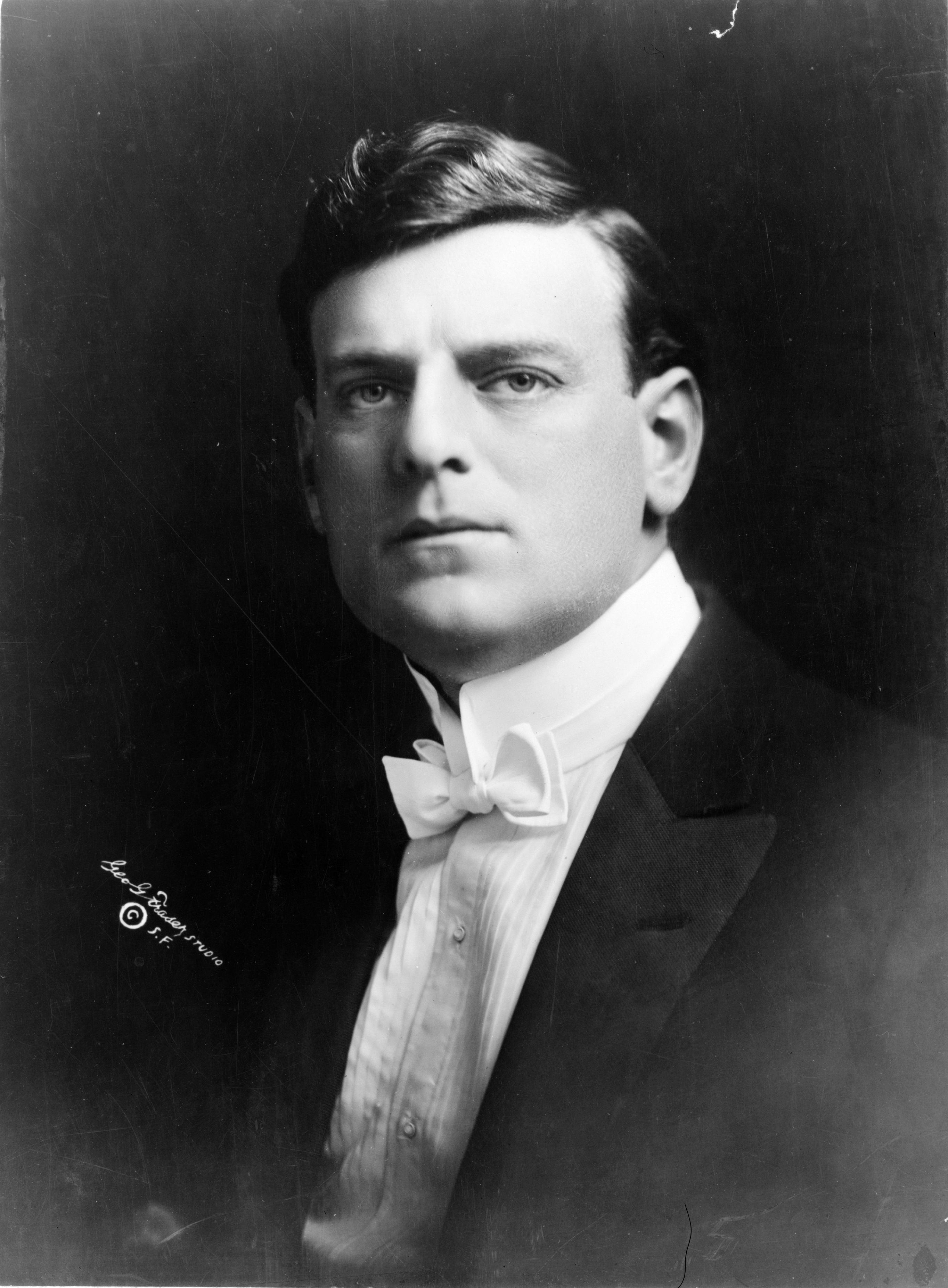
Anderson nel 1913

La seguente è la lista dei film di Gilbert M. Anderson.

## Attore

### Primi anni
- The Messenger Boy's Mistake, regia di Edwin S. Porter  (1903)
- What Happened in the Tunnel, regia di Edwin S. Porter -  (con il nome G.M. Anderson) (1903)
- The Great Train Robbery, regia di Edwin S. Porter (1903)
- Western Stage Coach Hold Up, regia di Edwin S. Porter (1904)
- A Brush Between Cowboys and Indians (1904)
- The Train Wreckers, regia di Edwin S. Porter (1905)
- Western Justice, regia di Gilbert M. 'Broncho Billy' Anderson – cortometraggio (1907)
- The Bandit King, regia di Gilbert M. 'Broncho Billy' Anderson  (1907)
- The Life of an American Cowboy, regia di Edwin S. Porter (1908)
- The Baseball Fan, regia di Gilbert M. 'Broncho Billy' Anderson (1908)
- The Bandit Makes Good, regia di Gilbert M. 'Broncho Billy' Anderson (1908)

### 1909
- Tag Day, regia di Gilbert M. 'Broncho Billy' Anderson (1909)
- Shanghaied, regia di Gilbert M. 'Broncho Billy' Anderson (1909)
- The Road Agents, regia di Gilbert M. 'Broncho Billy' Anderson (1909)
- A Tale of the West, regia di Gilbert M. 'Broncho Billy' Anderson (1909)
- A Mexican's Gratitude, regia di Gilbert M. 'Broncho Billy' Anderson (1909)
- The Indian Trailer, regia di Gilbert M. 'Broncho Billy' Anderson (1909)
- Ten Nights in a Barroom, regia di Gilbert M. 'Broncho Billy' Anderson (1909)
- The Black Sheep, regia di Gilbert M. 'Broncho Billy' Anderson (1909)
- A Maid of the Mountains, regia di Gilbert M. 'Broncho Billy' Anderson (1909)
- The Best Man Wins di Gilbert M. 'Broncho Billy' Anderson (1909)
- Judgment, regia di Gilbert M. 'Broncho Billy' Anderson (1909)
- His Reformation, regia di Gilbert M. 'Broncho Billy' Anderson (1909)
- The Ranchman's Rival, regia di Gilbert M. 'Broncho Billy' Anderson (1909)
- The Spanish Girl, regia di Gilbert M. 'Broncho Billy' Anderson (1909)
- The Heart of a Cowboy, regia di Gilbert M. 'Broncho Billy' Anderson (1909)

### 1910
- Trail to the West, regia di Gilbert M. 'Broncho Billy' Anderson (1910)
- A Western Maid, regia di Gilbert M. 'Broncho Billy' Anderson (1910)
- Won by a Hold-Up, regia di Gilbert M. 'Broncho Billy' Anderson (1910)
- The Outlaw's Sacrifice, regia di Gilbert M. 'Broncho Billy' Anderson (1910)
- Western Chivalry, regia di Gilbert M. 'Broncho Billy' Anderson (1910)
- The Cowboy and the Squaw, regia di Gilbert M. 'Broncho Billy' Anderson (1910)
- The Mexican's Faith, regia di Gilbert M. 'Broncho Billy' Anderson (1910)
- The Ranch Girl's Legacy, regia di Gilbert M. 'Broncho Billy' Anderson (1910)
- The Fence at Bar Z Ranch, regia di Gilbert M. 'Broncho Billy' Anderson (1910)
- Method in His Madness, regia di Gilbert M. 'Broncho Billy' Anderson (1910)
- The Girl and the Fugitive, regia di Gilbert M. 'Broncho Billy' Anderson (1910)
- A Ranchman's Wooing, regia di Gilbert M. 'Broncho Billy' Anderson (1910)
- The Flower of the Ranch, regia di Gilbert M. 'Broncho Billy' Anderson (1910)
- The Ranger's Bride, regia di Gilbert M. 'Broncho Billy' Anderson (1910)
- The Mistaken Bandit, regia di Gilbert M. 'Broncho Billy' Anderson (1910)
- The Bad Man and the Preacher, regia di Gilbert M. 'Broncho Billy' Anderson (1910)
- The Cowboy's Sweetheart, regia di Gilbert M. 'Broncho Billy' Anderson (1910)
- A Vein of Gold, regia di Gilbert M. 'Broncho Billy' Anderson (1910)
- The Sheriff's Sacrifice, regia di Gilbert M. 'Broncho Billy' Anderson (1910)
- The Cowpuncher's Ward, regia di Gilbert M. 'Broncho Billy' Anderson (1910)
- The Little Doctor of the Foothills, regia di Gilbert M. 'Broncho Billy' Anderson (1910)
- The Brother, Sister and the Cowpuncher, regia di Gilbert M. 'Broncho Billy' Anderson (1910)
- Away Out West, regia di Gilbert M. 'Broncho Billy' Anderson (1910)
- The Ranchman's Feud, regia di Gilbert M. 'Broncho Billy' Anderson (1910)
- The Bandit's Wife, regia di Gilbert M. 'Broncho Billy' Anderson (1910)
- The Forest Ranger, regia di Gilbert M. 'Broncho Billy' Anderson (1910)
- The Bad Man's Last Deed, regia di Gilbert M. 'Broncho Billy' Anderson (1910)
- The Unknown Claim, regia di Gilbert M. 'Broncho Billy' Anderson (1910)
- Trailed to the Hills, regia di Gilbert M. 'Broncho Billy' Anderson (1910)
- The Desperado, regia di Gilbert M. 'Broncho Billy' Anderson (1910)
- Broncho Billy's Redemption, regia di Gilbert M. 'Broncho Billy' Anderson (1910)
- Under Western Skies, regia di Gilbert M. 'Broncho Billy' Anderson (1910)
- The Girl on Triple X Ranch, regia di Gilbert M. 'Broncho Billy' Anderson (1910)
- The Count That Counted, regia di Gilbert M. 'Broncho Billy' Anderson (1910)
- The Dumb Half Breed's Defense, regia di Gilbert M. 'Broncho Billy' Anderson (1910)
- Take Me Out to the Ball Game, regia di Gilbert M. 'Broncho Billy' Anderson (1910)
- The Deputy's Love, regia di Gilbert M. 'Broncho Billy' Anderson (1910)
- The Millionaire and the Ranch Girl, regia di Gilbert M. 'Broncho Billy' Anderson (1910)
- An Indian Girl's Love, regia di Gilbert M. 'Broncho Billy' Anderson (1910)
- He Met the Champion, regia di Gilbert M. 'Broncho Billy' Anderson (1910)
- The Pony Express Rider, regia di Gilbert M. 'Broncho Billy' Anderson (1910)
- The Tout's Remembrance, regia di Gilbert M. 'Broncho Billy' Anderson (1910)
- Patricia of the Plains, regia di Gilbert M. 'Broncho Billy' Anderson (1910)
- The Bearded Bandit, regia di Gilbert M. 'Broncho Billy' Anderson (1910)
- A Cowboy's Mother-in-Law, regia di Gilbert M. 'Broncho Billy' Anderson (1910)
- Pals of the Range, regia di Gilbert M. 'Broncho Billy' Anderson (1910)
- The Silent Message, regia di Gilbert M. 'Broncho Billy' Anderson (1910)
- A Westerner's Way, regia di Gilbert M. 'Broncho Billy' Anderson (1910)
- The Marked Trail, regia di Gilbert M. 'Broncho Billy' Anderson (1910)
- The Little Prospector, regia di Gilbert M. 'Broncho Billy' Anderson (1910)
- A Western Woman's Way, regia di Gilbert M. 'Broncho Billy' Anderson (1910)
- Circle C Ranch Wedding Present, regia di Gilbert M. 'Broncho Billy' Anderson (1910)
- A Cowboy's Vindication, regia di Gilbert M. 'Broncho Billy' Anderson (1910)
- The Tenderfoot Messenger, regia di Gilbert M. 'Broncho Billy' Anderson (1910)
- The Bad Man's Christmas Gift, regia di Gilbert M. 'Broncho Billy' Anderson (1910)
- A Gambler of the West, regia di Gilbert M. 'Broncho Billy' Anderson (1910)

### 1911
- The Count and the Cowboys, regia di Gilbert M. 'Broncho Billy' Anderson (1911)
- The Girl of the West, regia di Gilbert M. 'Broncho Billy' Anderson (1911)
- The Border Ranger, regia di Gilbert M. 'Broncho Billy' Anderson (1911)
- The Two Reformations, regia di Gilbert M. 'Broncho Billy' Anderson (1911)
- Carmenita the Faithful, regia di Gilbert M. 'Broncho Billy' Anderson (1911)
- The Bad Man's Downfall, regia di Gilbert M. 'Broncho Billy' Anderson (1911)
- The Cattleman's Daughter, regia di Gilbert M. 'Broncho Billy' Anderson (1911)
- The Outlaw and the Child, regia di Gilbert M. 'Broncho Billy' Anderson (1911)
- On the Desert's Edge, regia di Gilbert M. 'Broncho Billy' Anderson (1911)
- The Romance on 'Bar O', regia di Gilbert M. 'Broncho Billy' Anderson (1911)
- The Faithful Indian, regia di Gilbert M. 'Broncho Billy' Anderson (1911)
- A Thwarted Vengeance, regia di Gilbert M. 'Broncho Billy' Anderson (1911)
- Across the Plains, co- regia di Gilbert M. 'Broncho Billy' Anderson e Thomas H. Ince (1911)
- The Sheriff's Chum, regia di Gilbert M. 'Broncho Billy' Anderson (1911)
- The Bad Man's First Prayer, regia di Gilbert M. 'Broncho Billy' Anderson (1911)
- The Indian Maiden's Lesson, regia di Gilbert M. 'Broncho Billy' Anderson (1911)
- What a Woman Can Do, regia di Gilbert M. 'Broncho Billy' Anderson (1911)
- The Bunco Game at Lizardhead, regia di Gilbert M. 'Broncho Billy' Anderson (1911)
- The Puncher's New Love, regia di Gilbert M. 'Broncho Billy' Anderson (1911)
- The Lucky Card, regia di Gilbert M. 'Broncho Billy' Anderson (1911)
- The Infant at Snakeville, regia di Gilbert M. 'Broncho Billy' Anderson (1911)
- Forgiven in Death, regia di Gilbert M. 'Broncho Billy' Anderson (1911)
- The Tribe's Penalty, regia di Gilbert M. 'Broncho Billy' Anderson (1911)
- The Hidden Mine, regia di Gilbert M. 'Broncho Billy' Anderson (1911)
- The Sheriff's Brother, regia di Gilbert M. 'Broncho Billy' Anderson (1911)
- At the Break of Dawn, regia di Gilbert M. 'Broncho Billy' Anderson (1911)
- The Corporation and the Ranch Girl, regia di Gilbert M. 'Broncho Billy' Anderson (1911)
- The Backwoodsman's Suspicion, regia di Gilbert M. 'Broncho Billy' Anderson (1911)
- The Outlaw Samaritan, regia di Gilbert M. 'Broncho Billy' Anderson (1911)
- The Two Fugitives, regia di Gilbert M. 'Broncho Billy' Anderson (1911)
- The Two-Gun Man (1911)
- A Pal's Oath, regia di Gilbert M. 'Broncho Billy' Anderson (1911)
- The Ranchman's Son, regia di Arthur Mackley (1911)
- Spike Shannon's Last Fight, regia di Gilbert M. 'Broncho Billy' Anderson (1911)
- A Western Girl's Sacrifice, regia di Gilbert M. 'Broncho Billy' Anderson (1911)
- Broncho Bill's Last Spree, regia di Gilbert M. 'Broncho Billy' Anderson (1911)
- The Puncher's Law, regia di Gilbert M. 'Broncho Billy' Anderson (1911)
- The Millionaire and the Squatter, regia di Gilbert M. 'Broncho Billy' Anderson (1911)
- An Indian's Sacrifice, regia di Gilbert M. 'Broncho Billy' Anderson (1911)
- The Power of Good, regia di Gilbert M. 'Broncho Billy' Anderson (1911)
- The Strike at the Little Jonny Mine, regia di Gilbert M. 'Broncho Billy' Anderson (1911)
- The Sheriff's Decision, regia di Gilbert M. 'Broncho Billy' Anderson (1911)
- Town Hall, Tonight, regia di Gilbert M. 'Broncho Billy' Anderson (1911)
- The Stage Driver's Daughter, regia di Gilbert M. 'Broncho Billy' Anderson (1911)
- A Western Redemption, regia di Gilbert M. 'Broncho Billy' Anderson (1911)
- The Forester's Plea, regia di Gilbert M. 'Broncho Billy' Anderson (1911)
- Outwitting Papa, regia di Gilbert M. 'Broncho Billy' Anderson (1911)
- The Outlaw Deputy, regia di Gilbert M. 'Broncho Billy' Anderson (1911)
- The Girl Back East, regia di Gilbert M. 'Broncho Billy' Anderson (1911)
- Hubby's Scheme, regia di Gilbert M. 'Broncho Billy' Anderson (1911)
- A Cattle Rustler's Father, regia di Arthur Mackley (1911)
- The Desert Claim, regia di Arthur Mackley (1911)
- The Mountain Law, regia di Gilbert M. 'Broncho Billy' Anderson (1911)
- A Frontier Doctor, regia di Arthur Mackley (1911)
- The Cowboy Coward, regia di Gilbert M. 'Broncho Billy' Anderson (1911)
- Broncho Billy's Christmas Dinner, regia di Gilbert M. 'Broncho Billy' Anderson (1911)
- Broncho Billy's Adventure, regia di Gilbert M. 'Broncho Billy' Anderson (1911)

### 1912
- A Child of the West, regia di Gilbert M. 'Broncho Billy' Anderson (1912)
- The Tenderfoot Foreman, regia di Gilbert M. 'Broncho Billy' Anderson (1912)
- The Sheepman's Escape, regia di Gilbert M. 'Broncho Billy' Anderson (1912)
- The Oath of His Office, regia di Gilbert M. 'Broncho Billy' Anderson (1912)
- Broncho Billy and the Schoolmistress, regia di Gilbert M. 'Broncho Billy' Anderson (1912)
- The Deputy and the Girl, regia di Gilbert M. 'Broncho Billy' Anderson (1912)
- The Prospector's Legacy, regia di Gilbert M. 'Broncho Billy' Anderson (1912)
- The Ranch Girl's Mistake, regia di Gilbert M. 'Broncho Billy' Anderson (1912)
- The Bandit's Child, regia di Gilbert M. 'Broncho Billy' Anderson (1912)
- The Deputy's Love Affair, regia di Gilbert M. 'Broncho Billy' Anderson (1912)
- Alkali Ike Bests Broncho Billy, regia di Gilbert M. 'Broncho Billy' Anderson (1912)
- An Arizona Escapade, regia di Gilbert M. 'Broncho Billy' Anderson (1912)
- A Road Agent's Love, regia di Gilbert M. 'Broncho Billy' Anderson (1912)
- Broncho Billy and the Girl, regia di Gilbert M. 'Broncho Billy' Anderson (1912)
- Under Mexican Skies, regia di Gilbert M. 'Broncho Billy' Anderson (1912)
- The Cattle King's Daughter, regia di Gilbert M. 'Broncho Billy' Anderson (1912)
- The Indian and the Child, regia di Gilbert M. 'Broncho Billy' Anderson (1912)
- Broncho Billy and the Bandits, regia di Gilbert M. 'Broncho Billy' Anderson (1912)
- The Dead Man's Claim, regia di Gilbert M. 'Broncho Billy' Anderson (1912)
- The Sheriff and His Man, regia di Gilbert M. 'Broncho Billy' Anderson (1912)
- A Western Legacy, regia di Gilbert M. 'Broncho Billy' Anderson (1912)
- The Desert Sweetheart, regia di Gilbert M. 'Broncho Billy' Anderson (1912)
- Broncho Billy's Bible, regia di Gilbert M. 'Broncho Billy' Anderson (1912)
- On El Monte Ranch, regia di Gilbert M. 'Broncho Billy' Anderson (1912)
- A Child of the Purple Sage, regia di Gilbert M. 'Broncho Billy' Anderson (1912)
- Western Hearts, regia di Gilbert M. 'Broncho Billy' Anderson (1912)
- Broncho Billy's Gratitude, regia di Gilbert M. 'Broncho Billy' Anderson (1912)
- The Foreman's Cousin, regia di Gilbert M. 'Broncho Billy' Anderson (1912)
- Broncho Billy and the Indian Maid, regia di Gilbert M. 'Broncho Billy' Anderson (1912)
- On the Cactus Trail, regia di Gilbert M. 'Broncho Billy' Anderson (1912)
- Broncho Billy's Narrow Escape, regia di Gilbert M. 'Broncho Billy' Anderson (1912)
- A Story of Montana, regia di Gilbert M. 'Broncho Billy' Anderson (1912)
- The Smuggler's Daughter, regia di Gilbert M. 'Broncho Billy' Anderson (1912)
- A Wife of the Hills, regia di Gilbert M. 'Broncho Billy' Anderson (1912)
- A Moonshiner's Heart, regia di Gilbert M. 'Broncho Billy' Anderson (1912)
- Broncho Billy's Pal, regia di Gilbert M. 'Broncho Billy' Anderson (1912)
- The Little Sheriff, regia di Gilbert M. 'Broncho Billy' Anderson (1912)
- Broncho Billy's Last HoldUp, regia di Gilbert M. 'Broncho Billy' Anderson (1912)
- Broncho Billy's Escapade, regia di Gilbert M. 'Broncho Billy' Anderson (1912)
- Broncho Billy for Sheriff, regia di Gilbert M. 'Broncho Billy' Anderson (1912)
- The Ranchman's Trust, regia di Gilbert M. 'Broncho Billy' Anderson (1912)
- Broncho Billy Outwitted, regia di Gilbert M. 'Broncho Billy' Anderson (1912)
- An Indian Sunbeam, regia di Gilbert M. 'Broncho Billy' Anderson (1912)
- Love on Tough Luck Ranch, regia di Arthur Mackley (1912)
- The Ranch Girl's Trial, regia di Gilbert M. 'Broncho Billy' Anderson (1912)
- An Indian's Friendship, regia di Gilbert M. 'Broncho Billy' Anderson (1912)
- Broncho Billy's Heart, regia di Gilbert M. 'Broncho Billy' Anderson (1912)
- Broncho Billy's Mexican Wife, regia di Gilbert M. 'Broncho Billy' Anderson (1912)
- Western Girls, regia di Gilbert M. 'Broncho Billy' Anderson (1912)
- Broncho Billy's Love Affair, regia di Gilbert M. 'Broncho Billy' Anderson (1912)
- Broncho Billy's Promise, regia di Gilbert M. 'Broncho Billy' Anderson (1912)
- The Reward for Broncho Billy, regia di Gilbert M. 'Broncho Billy' Anderson (1912)

### 1913
- Broncho Billy and the Maid, regia di Gilbert M. 'Broncho Billy' Anderson (1913)
- Broncho Billy and the Outlaw's Mother, regia di Gilbert M. 'Broncho Billy' Anderson (1913)
- Broncho Billy's Brother, regia di Gilbert M. 'Broncho Billy' Anderson (1913)
- Broncho Billy's GunPlay, regia di Gilbert M. 'Broncho Billy' Anderson (1913)
- The Making of Broncho Billy, regia di Gilbert M. 'Broncho Billy' Anderson (1913)
- Broncho Billy's Last Deed, regia di Gilbert M. 'Broncho Billy' Anderson (1913)
- Broncho Billy's Ward, regia di Gilbert M. 'Broncho Billy' Anderson (1913)
- Broncho Billy and the Sheriff's Kid, regia di Gilbert M. 'Broncho Billy' Anderson (1913)
- The Influence on Broncho Billy, regia di Gilbert M. 'Broncho Billy' Anderson (1913)
- Broncho Billy and the Squatter's Daughter, regia di Gilbert M. 'Broncho Billy' Anderson (1913)
- Broncho Billy and the Step-Sisters, regia di Gilbert M. 'Broncho Billy' Anderson (1913)
- Broncho Billy's Sister, regia di Gilbert M. 'Broncho Billy' Anderson (1913)
- Broncho Billy's Gratefulness, regia di Gilbert M. 'Broncho Billy' Anderson (1913)
- Broncho Billy's Way, regia di Gilbert M. 'Broncho Billy' Anderson (1913)
- Broncho Billy's Reason, regia di Gilbert M. 'Broncho Billy' Anderson (1913)
- The Accusation of Broncho Billy, regia di Gilbert M. 'Broncho Billy' Anderson (1913)
- Broncho Billy and the Rustler's Child, regia di Gilbert M. 'Broncho Billy' Anderson (1913)
- The Crazy Prospector, regia di Gilbert M. 'Broncho Billy' Anderson (1913)
- Broncho Billy's Grit, regia di Gilbert M. 'Broncho Billy' Anderson (1913)
- Broncho Billy and the Express Rider, regia di Gilbert M. 'Broncho Billy' Anderson (1913)
- Broncho Billy's Capture, regia di Gilbert M. 'Broncho Billy' Anderson (1913)
- The Ranch Feud, regia di Gilbert M. 'Broncho Billy' Anderson (1913)
- Broncho Billy's Strategy, regia di Gilbert M. 'Broncho Billy' Anderson (1913)
- Broncho Billy and the Western Girls, regia di Gilbert M. 'Broncho Billy' Anderson (1913)
- Broncho Billy and the Schoolmam's Sweetheart, regia di Gilbert M. 'Broncho Billy' Anderson (1913)
- The Tenderfoot Sheriff, regia di Gilbert M. 'Broncho Billy' Anderson (1913)
- Broncho Billy and the Navajo Maid, regia di Gilbert M. 'Broncho Billy' Anderson (1913)
- The Man in the Cabin, regia di Gilbert M. 'Broncho Billy' Anderson (1913)
- Broncho Billy's Mistake, regia di Gilbert M. 'Broncho Billy' Anderson (1913)
- A Western Sister's Devotion, regia di Gilbert M. 'Broncho Billy' Anderson (1913)
- Broncho Billy's Conscience, regia di Gilbert M. 'Broncho Billy' Anderson (1913)
- Bonnie of the Hills, regia di Lloyd Ingraham (1913)
- Broncho Billy Reforms, regia di Gilbert M. 'Broncho Billy' Anderson (1913)
- The Redeemed Claim, regia di Gilbert M. 'Broncho Billy' Anderson (1913)
- Why Broncho Billy Left Bear Country, regia di Gilbert M. 'Broncho Billy' Anderson (1913)
- The Struggle, regia di Gilbert M. 'Broncho Billy' Anderson (1913)
- Broncho Billy's Oath, regia di Gilbert M. 'Broncho Billy' Anderson (1913)
- Broncho Billy Gets Square, regia di Gilbert M. 'Broncho Billy' Anderson (1913)
- Broncho Billy's Elopement, regia di Gilbert M. 'Broncho Billy' Anderson (1913)
- The Doctor's Duty, regia di Gilbert M. 'Broncho Billy' Anderson (1913)
- Broncho Billy's Secret, regia di Gilbert M. 'Broncho Billy' Anderson (1913)
- The New Schoolmarm of Green River, regia di Gilbert M. 'Broncho Billy' Anderson (1913)
- Broncho Billy's First Arrest, regia di Gilbert M. 'Broncho Billy' Anderson (1913)
- Broncho Billy's Squareness, regia di Gilbert M. 'Broncho Billy' Anderson (1913)
- The Three Gamblers, regia di Gilbert M. 'Broncho Billy' Anderson (1913)
- Broncho Billy's Christmas Deed, regia di Gilbert M. 'Broncho Billy' Anderson (1913)

### 1914
- The Redemption of Broncho Billy, regia di Gilbert M. 'Broncho Billy' Anderson (1914)
- Snakeville's New Doctor, regia di Gilbert M. 'Broncho Billy' Anderson (1914)
- Broncho Billy, Guardian, regia di Gilbert M. 'Broncho Billy' Anderson (1914)
- Broncho Billy and the Bad Man, regia di Gilbert M. 'Broncho Billy' Anderson (1914)
- Broncho Billy and the Settler's Daughter, regia di Gilbert M. 'Broncho Billy' Anderson (1914)
- Broncho Billy and the Red Man, regia di Gilbert M. 'Broncho Billy' Anderson (1914)
- The Calling of Jim Barton, regia di Gilbert M. 'Broncho Billy' Anderson (1914)
- The Interference of Broncho Billy, regia di Gilbert M. 'Broncho Billy' Anderson (1914)
- Broncho Billy's True Love, regia di Gilbert M. 'Broncho Billy' Anderson (1914)
- The Treachery of Broncho Billy's Pal, regia di Gilbert M. 'Broncho Billy' Anderson (1914)
- Broncho Billy and the Rattler, regia di Gilbert M. 'Broncho Billy' Anderson (1914)
- Broncho Billy-Gun-man, regia di Gilbert M. 'Broncho Billy' Anderson (1914)
- Broncho Billy's Close Call, regia di Gilbert M. 'Broncho Billy' Anderson (1914)
- Broncho Billy's Sermon, regia di Gilbert M. 'Broncho Billy' Anderson (1914)
- Broncho Billy's Leap, regia di Gilbert M. 'Broncho Billy' Anderson (1914)
- Red Riding Hood of the Hills, regia di Gilbert M. 'Broncho Billy' Anderson (1914)
- Broncho Billy's Cunning, regia di Gilbert M. 'Broncho Billy' Anderson (1914)
- Broncho Billy's Duty, regia di Gilbert M. 'Broncho Billy' Anderson (1914)
- The Good-for-Nothing, regia di Gilbert M. 'Broncho Billy' Anderson (1914)
- Broncho Billy and the Mine Shark, regia di Gilbert M. 'Broncho Billy' Anderson (1914)
- Broncho Billy, Outlaw, regia di Gilbert M. 'Broncho Billy' Anderson (1914)
- Broncho Billy's Jealousy, regia di Gilbert M. 'Broncho Billy' Anderson (1914)
- Broncho Billy's Punishment, regia di Gilbert M. 'Broncho Billy' Anderson (1914)
- Broncho Billy and the Sheriff, regia di Gilbert M. 'Broncho Billy' Anderson (1914)
- Broncho Billy Puts One Over, regia di Gilbert M. 'Broncho Billy' Anderson (1914)
- Broncho Billy and the Gambler, regia di Gilbert M. 'Broncho Billy' Anderson (1914)
- The Squatter's Gal, regia di Gilbert M. 'Broncho Billy' Anderson (1914)
- Broncho Billy's Fatal Joke, regia di Gilbert M. 'Broncho Billy' Anderson (1914)
- Broncho Billy Wins Out, regia di Gilbert M. 'Broncho Billy' Anderson (1914)
- Broncho Billy's Wild Ride, regia di Gilbert M. 'Broncho Billy' Anderson (1914)
- Broncho Billy's Indian Romance, regia di Gilbert M. 'Broncho Billy' Anderson (1914)
- Broncho Billy the Vagabond, regia di Gilbert M. 'Broncho Billy' Anderson (1914)
- Snakeville's Most Popular Lady, regia di Roy Clements (1914)
- Broncho Billy, a Friend in Need, regia di Gilbert M. 'Broncho Billy' Anderson (1914)
- Broncho Billy Butts In, regia di Gilbert M. 'Broncho Billy' Anderson (1914)
- The Strategy of Broncho Billy's Sweetheart, regia di Gilbert M. 'Broncho Billy' Anderson (1914)
- Broncho Billy, Trapper or Broncho Billy Trapped, regia di Gilbert M. 'Broncho Billy' Anderson (1914)
- Broncho Billy and the Greaser, regia di Gilbert M. 'Broncho Billy' Anderson (1914)
- Broncho Billy Rewarded, regia di Gilbert M. 'Broncho Billy' Anderson (1914)
- Broncho Billy-Favorite, regia di Gilbert M. 'Broncho Billy' Anderson (1914)
- Broncho Billy's Mother, regia di Gilbert M. 'Broncho Billy' Anderson (1914)
- Broncho Billy's Mission, regia di Gilbert M. 'Broncho Billy' Anderson (1914)
- Broncho Billy's Decision, regia di Gilbert M. 'Broncho Billy' Anderson (1914)
- The Tell-Tale Hand, regia di Gilbert M. 'Broncho Billy' Anderson (1914)
- Broncho Billy's Scheme, regia di Gilbert M. 'Broncho Billy' Anderson (1914)
- Broncho Billy's Double Escape, regia di Gilbert M. 'Broncho Billy' Anderson (1914)
- Broncho Billy's Judgment, regia di Gilbert M. 'Broncho Billy' Anderson (1914)
- Broncho Billy's Dad, regia di Gilbert M. 'Broncho Billy' Anderson (1914)
- Broncho Billy's Christmas Spirit, regia di Gilbert M. 'Broncho Billy' Anderson (1914)
- Broncho Billy and the Sheriff's Office, regia di Gilbert M. 'Broncho Billy' Anderson (1914)

### 1915
- Broncho Billy and the Escaped Bandit or Broncho Billy and the Escape Artist, regia di Gilbert M. 'Broncho Billy' Anderson (1915)
- Broncho Billy and the Claim Jumpers, regia di Gilbert M. 'Broncho Billy' Anderson (1915)
- Broncho Billy and the Sisters, regia di Gilbert M. 'Broncho Billy' Anderson (1915)
- When Love and Honor Called, regia di Gilbert M. 'Broncho Billy' Anderson (1915)
- Broncho Billy and the Baby, regia di Gilbert M. 'Broncho Billy' Anderson (1915)
- Broncho Billy and the False Note, regia di Gilbert M. 'Broncho Billy' Anderson (1915)
- Broncho Billy's Greaser Deputy, regia di Gilbert M. 'Broncho Billy' Anderson (1915)
- Broncho Billy's Sentence, regia di Gilbert M. 'Broncho Billy' Anderson (1915)
- Broncho Billy and the Vigilante, regia di Gilbert M. 'Broncho Billy' Anderson (1915)
- Broncho Billy's Brother, regia di Gilbert M. 'Broncho Billy' Anderson (1915)
- Broncho Billy's Vengeance, regia di Gilbert M. 'Broncho Billy' Anderson (1915)
- Charlot boxeur, regia di Charles Chaplin (1915)
- Broncho Billy's Teachings, regia di Gilbert M. 'Broncho Billy' Anderson (1915)
- The Western Way, regia di Gilbert M. 'Broncho Billy' Anderson (1915)
- The Outlaw's Awakening, regia di Gilbert M. 'Broncho Billy' Anderson (1915)
- Ingomar of the Hills, regia di Gilbert M. 'Broncho Billy' Anderson (1915)
- Andy of the Royal Mounted, regia di Gilbert M. 'Broncho Billy' Anderson (1915)
- The Face at the Curtain, regia di Gilbert M. 'Broncho Billy' Anderson (1915)
- His Wife's Secret, regia di Gilbert M. 'Broncho Billy' Anderson (1915)
- The Tie That Binds, regia di Gilbert M. 'Broncho Billy' Anderson (1915)
- His Regeneration, regia di Gilbert M. 'Broncho Billy' Anderson (1915)
- The Other Girl, regia di Gilbert M. 'Broncho Billy' Anderson (1915)
- The Revenue Agent, regia di Gilbert M. 'Broncho Billy' Anderson (1915)
- The Bachelor's Burglar, regia di Gilbert M. 'Broncho Billy' Anderson (1915)
- Broncho Billy's Word of Honor, regia di Gilbert M. 'Broncho Billy' Anderson (1915)
- The Wealth of the Poor, regia di Gilbert M. 'Broncho Billy' Anderson (1915)
- Broncho Billy and the Land Grabber, regia di Gilbert M. 'Broncho Billy' Anderson (1915)
- Her Realization, regia di Gilbert M. 'Broncho Billy' Anderson (1915)
- The Little Prospector, regia di Gilbert M. 'Broncho Billy' Anderson (1915)
- Broncho Billy Well Repaid, regia di Gilbert M. 'Broncho Billy' Anderson (1915)
- The Bachelor's Baby, regia di Gilbert M. 'Broncho Billy' Anderson (1915)
- Broncho Billy and the Posse, regia di Gilbert M. 'Broncho Billy' Anderson (1915)
- Broncho Billy's Surrender, regia di Gilbert M. 'Broncho Billy' Anderson (1915)
- Broncho Billy's Protege, regia di Gilbert M. 'Broncho Billy' Anderson (1915)
- Broncho Billy Steps In, regia di Gilbert M. 'Broncho Billy' Anderson (1915)
- Broncho Billy's Marriage, regia di Gilbert M. 'Broncho Billy' Anderson (1915)
- Her Return, regia di Gilbert M. 'Broncho Billy' Anderson (1915)
- Broncho Billy Begins Life Anew, regia di Gilbert M. 'Broncho Billy' Anderson (1915)
- Broncho Billy and the Lumber King, regia di Gilbert M. 'Broncho Billy' Anderson (1915)
- Broncho Billy and the Card Sharp, regia di Gilbert M. 'Broncho Billy' Anderson (1915)
- An Unexpected Romance, regia di Gilbert M. 'Broncho Billy' Anderson (1915)
- The Convict's Threat, regia di Gilbert M. 'Broncho Billy' Anderson (1915)
- Broncho Billy Misled, regia di Gilbert M. 'Broncho Billy' Anderson (1915)
- Broncho Billy, Sheepman, regia di Gilbert M. 'Broncho Billy' Anderson (1915)
- Suppressed Evidence, regia di Gilbert M. 'Broncho Billy' Anderson (1915)
- Broncho Billy's Parents, regia di Gilbert M. 'Broncho Billy' Anderson (1915)
- Broncho Billy Evens Matters, regia di Gilbert M. 'Broncho Billy' Anderson (1915)
- Broncho Billy's Cowardly Brother, regia di Gilbert M. 'Broncho Billy' Anderson (1915)
- Broncho Billy's Mexican Wife, regia di Gilbert M. 'Broncho Billy' Anderson (1915)
- Wine, Women and Song, regia di Gilbert M. 'Broncho Billy' Anderson (1915)
- The Indian's Narrow Escape, regia di Gilbert M. 'Broncho Billy' Anderson (1915)
- Too Much Turkey, regia di Gilbert M. 'Broncho Billy' Anderson (1915)
- Broncho Billy's Love Affair, regia di Gilbert M. 'Broncho Billy' Anderson (1915)
- The Burglar's Godfather (1915)
- The Escape of Broncho Billy, regia di Gilbert M. 'Broncho Billy' Anderson (1915)
- A Christmas Revenge, regia di Gilbert M. 'Broncho Billy' Anderson (1915)

### Ultimi anni
- Her Lesson, regia di Gilbert M. 'Broncho Billy' Anderson (1916)
- The Book Agent's Romance, regia di Gilbert M. 'Broncho Billy' Anderson (1916)
- The Man in Him, regia di Gilbert M. 'Broncho Billy' Anderson (1916)
- Humanity, regia di Gilbert M. 'Broncho Billy' Anderson (1916)
- Shootin' Mad, regia di Gilbert M. 'Broncho Billy' Anderson (1918)
- The Son of a Gun, regia di Gilbert M. 'Broncho Billy' Anderson (1919)
- Red Blood and Yellow, regia di Gilbert M. 'Broncho Billy' Anderson e Jess Robbins (1919)
- The Greater Duty (1922)
- Life with Henry, regia di Theodore Reed (1940)
- Dollari maledetti (The Bounty Killer), regia di Spencer Gordon Bennet (1965)

## Regista
- Raffles, the Amateur Cracksman – cortometraggio (1905)
- Trapped by Pinkertons (1906)
- The Tomboys (1906)
- Sights in a Great City (1906)
- The Female Highwayman – cortometraggio (1906)
- Who Is Who? – cortometraggio (1907)
- The Girl from Montana – cortometraggio (1907)
- His First Ride (1907)
- Western Justice – cortometraggio (1907)
- The Bandit King  – cortometraggio (1907)
- An Awful Skate; or, The Hobo on Rollers  – cortometraggio (1907)
- Slow But Sure  – cortometraggio (1907)
- Mr. Inquisitive  – cortometraggio (1907)
- Life of a Bootblack  – cortometraggio (1907)
- The Dancing Nig  – cortometraggio (1907)
- 99 in the Shade (1907)
- Hey There! Look Out! (1907)
- The Vagabond (1907)
- The Street Fakir (1907)
- A Free Lunch (1907)
- Where Is My Hair? (1907)
- The Bell Boy's Revenge (1907)
- The Football Craze (1908)
- Jack of All Trades (1908)
- Novice on Stilts (1908)
- A Home at Last (1908)
- The Hoosier Fighter (1908)
- Babies Will Play (1908)
- Louder Please (1908)
- The Dog Cop (1908)
- All Is Fair in Love and War (1908)
- Well-Thy Water (1908)
- Juggler Juggles (1908)
- Hypnotizing Mother-in-Law (1908)
- A Lord for a Day (1908)
- The James Boys in Missouri (1908)
- Ker-Choo (1908)
- Don't Pull My Leg (1908)
- Just Like a Woman (1908)
- I Can't Read English (1908)
- The Gentle Sex (1908)
- The Tragedian (1908)
- Little Mad-Cap (1908)
- Wouldn't It Tire You? (1908)
- Oh, What Lungs! (1908)
- Checker Fiends (1908)
- An Enterprising Florist (1908)
- The Directoire Gown (1908)
- Stung (1908)
- Mama's Birthday (1908)
- A Distastrous Flirtation (1908)
- The Escape of the Ape (1908)
- The Baseball Fan (1908)
- Lost and Found (1908)
- Oh, What an Appetite (1908)
- The Bandit Makes Good (1908)
- The Bully (1908)
- Never Again (1908)
- Hired-Tired-Fired (1908)
- Soul Kiss (1908)
- Beg Pardon (1908)
- Breaking Into Society (1908)
- The Impersonator's Jokes (1908)
- The Effect of a Shave (1908)
- If It Don't Concern You, Let It Alone (1908)
- He Who Laughs Last, Laughs Best (1908)
- The Tale of a Thanksgiving Turkey (1908)
- The Hoodoo Lounge (1908)
- An All Wool Garment (1908)
- An Obstinate Tooth (1908)
- The Installment Collector (1908)
- A Battle Royal (1908)
- Who Is Smoking That Rope? (1908)
- Bill Jones' New Years Resolution (1908)
- The Neighbors' Kids (1909)
- The Haunted Lounge (1909)
- The Actor's Baby Carriage (1909)
- Professor's Love Tonic (1909)
- Too Much Dog Biscuit (1909)
- A Cure for Gout (1909)
- Educated Abroad (1909)
- Tag Day (1909)
- Bring Me Some Ice (1909)
- Shanghaied (1909)
- The Crazy Barber (1909)
- An Expensive Sky Piece (1909)
- The Road Agents (1909)
- The Energetic Street Cleaner (1909)
- Midnight Disturbance (1909)
- A Tale of the West (1909)
- The Rubes and the Bunco Men (1909)
- A Pair of Garters (1909)
- A Mexican's Gratitude (1909)
- The Bachelor's Wife (1909)
- Mr. Flip (1909)
- The Indian Trailer (1909)
- Scenes from the World's Largest Pigeon Farm (1909)
- The Sleeping Tonic (1909)
- The Dog and the Sausage (1909)
- Ten Nights in a Barroom (1909)
- A Hustling Advertiser (1909)
- The Slavey
- The Policeman's Romance (1909)
- The Black Sheep (1909)
- The New Cop
- A Case of Seltzer
- The Mustard Plaster
- A Maid of the Mountains (1909)
- On Another Man's Pass (1909)
- Sleepy Jim
- Three Reasons for Haste
- A Case of Tomatoes
- A Birthday Affair (1909)
- The Widow (1909)
- The Best Man Wins  (1909)
- Judgment (1909)
- His Reformation (1909)
- The Ranchman's Rival (1909)
- The Spanish Girl (1909)
- The Heart of a Cowboy (1909)
- Trail to the West (1910)
- A Western Maid (1910)
- Electric Insoles
- Won by a Hold-Up (1910)
- Flower Parade at Pasadena, California
- The Outlaw's Sacrifice (1910)
- Western Chivalry (1910)
- The Cowboy and the Squaw (1910)
- The Mexican's Faith (1910)
- The Ranch Girl's Legacy (1910)
- The Ostrich and the Lady
- The Fence on 'Bar Z' Ranch (1910)
- Method in His Madness (1910)
- The Girl and the Fugitive (1910)
- A Ranchman's Wooing (1910)
- The Flower of the Ranch (1910)
- The Ranger's Bride (1910)
- The Mistaken Bandit (1910)
- The Bad Man and the Preacher (1910)
- The Cowboy's Sweetheart (1910)
- A Vein of Gold (1910)
- The Sheriff's Sacrifice (1910)
- The Cowpuncher's Ward (1910)
- The Little Doctor of the Foothills (1910)
- The Brother, Sister and the Cowpuncher (1910)
- Away Out West (1910)
- The Ranchman's Feud (1910)
- The Bandit's Wife (1910)
- The Forest Ranger (1910)
- The Bad Man's Last Deed (1910)
- The Unknown Claim (1910)
- Trailed to the Hills (1910)
- The Desperado  (1910)
- Broncho Billy's Redemption (1910)
- Under Western Skies (1910)
- The Girl on Triple X Ranch (1910)
- The Count That Counted (1910)
- The Dumb Half Breed's Defense (1910)
- Take Me Out to the Ball Game (1910)
- The Deputy's Love (1910)
- The Millionaire and the Ranch Girl (1910)
- A Dog on Business
- An Indian Girl's Love (1910)
- He Met the Champion (1910)
- The Pony Express Rider (1910)
- Hank and Lank: Joyriding
- A Flirty Affliction
- A Close Shave
- The Tout's Remembrance
- Hank and Lank: They Dude Up Some
- Curing a Masher
- Patricia of the Plains
- The Bearded Bandit
- Hank and Lank: They Get Wise to a New Scheme
- A Cowboy's Mother-in-Law
- Hank and Lank: Uninvited Guests
- Pals of the Range (1910)
- The Silent Message
- A Westerner's Way
- The Masquerade Cop
- Hank and Lank: Lifesavers
- The Marked Trail (1910)
- The Little Prospector (1910)
- Hank and Lank: As Sandwich Men
- A Western Woman's Way (1910)
- Circle C Ranch Wedding Present (1910)
- A Cowboy's Vindication (1910)
- The Tenderfoot Messenger (1910)
- Hank and Lank: Blind Men
- The Bad Man's Christmas Gift (1910)
- A Gambler of the West (1910)

- The Count and the Cowboys (1911)
- The Girl of the West (1911)
- The Border Ranger (1911)

- The Outlaw and the Child (1911)

- The Sheriff's Brother (1911)

- The Puncher's New Love (1911)

- An Indian's Sacrifice  (1911)

- Broncho Billy's Christmas Dinner (1911)

- A Western Kimona, co-regia di E. Mason Hopper (1912)

- Broncho Billy's Love Affair (1912)

- Broncho Billy's Capture (1913)

- Broncho Billy's Strategy (1913)
- Broncho Billy and the Western Girls (1913)

- A Western Sister's Devotion (1913)

- Broncho Billy Reforms (1913)

- Why Broncho Billy Left Bear Country (1913)

- Broncho Billy's Elopement (1913)

- The Three Gamblers (1913)

- Broncho Billy, Guardian (1914)

- His Wife's Secret (1915)

- Vera, the Medium (1917)

- Ashes (1922)

- The Weak-End Party (1922)

## Aiuto regista
- Graustark, regia di Fred E. Wright (1915)

## Produttore
- Western Chivalry, regia di Gilbert M. 'Broncho Billy' Anderson (1910)
- The Cowboy's Sweetheart, regia di Gilbert M. 'Broncho Billy' Anderson (1910)
- Pals of the Range, regia di Gilbert M. 'Broncho Billy' Anderson (1910)
- The Girl of the West, regia di Gilbert M. 'Broncho Billy' Anderson (1911)
- The Indian Maiden's Lesson, regia di Gilbert M. 'Broncho Billy' Anderson (1911)
- Broncho Billy's Christmas Dinner, regia di Gilbert M. 'Broncho Billy' Anderson (1911)
- The Sheriff's Brother, regia di Gilbert M. 'Broncho Billy' Anderson (1911)
- The Mother of the Ranch, regia di Arthur Mackley (1912)
- Broncho Billy's Love Affair, regia di Gilbert M. 'Broncho Billy' Anderson (1912)
- The Three Gamblers, regia di Gilbert M. 'Broncho Billy' Anderson (1913)
- The Handy Man, regia di Robert P. Kerr (1923)

## Sceneggiatore
- The Baseball Fan, regia di Gilbert M. 'Broncho Billy' Anderson (1908)
- Western Chivalry, regia di Gilbert M. 'Broncho Billy' Anderson (1910)
- The Cowboy's Sweetheart, regia di Gilbert M. 'Broncho Billy' Anderson (1910)
- Pals of the Range, regia di Gilbert M. 'Broncho Billy' Anderson (1910)
- The Girl of the West, regia di Gilbert M. 'Broncho Billy' Anderson (1911)
- The Sheriff's Brother, regia di Gilbert M. 'Broncho Billy' Anderson (1911)
- The Indian Maiden's Lesson, regia di Gilbert M. 'Broncho Billy' Anderson (1911)
- Broncho Billy's Christmas Dinner, regia di Gilbert M. 'Broncho Billy' Anderson (1911)
- The Mother of the Ranch, regia di Arthur Mackley (1912)
- Broncho Billy's Love Affair, regia di Gilbert M. 'Broncho Billy' Anderson (1912)
- The Three Gamblers, regia di Gilbert M. 'Broncho Billy' Anderson (1913)